# Retiolites
Retiolites is een geslacht van uitgestorven graptolieten uit het Siluur.

## Beschrijving
Retiolites was een kolonievormend organisme. De thecae (enkelvoud theca: het chitineuze bekervormige huisje van een individu uit de kolonie) waren gerangschikt in twee rijen en vormden rug aan rug een enkele stipe (tak), die vanaf de basis geleidelijk in breedte toenam. De wanden van het kolonieskelet waren gevormd van organisch materiaal met een open netstructuur. Retiolites had vermoedelijk een drijvende leefwijze, die voortkwam uit het feit dat die netstructuur in water waarschijnlijk voldoende weerstand bood tegen het zinken. De kolonie had een bladvormige structuur. De normale lengte van de kolonie bedroeg ongeveer drie centimeter.